# Shannon McCurley
Shannon McCurley (* 26. April 1992 in Traralgon, Australien) ist eine irisch-australische Bahnradsportlerin.

## Sportliche Laufbahn
Shannon McCurley betrieb in ihrer Jugend Leichtathletik, wechselte aber nach einer Verletzung zum Radsport. Aus Unzufriedenheit über die Unterstützung durch den australischen Radsportverband entschied sie sich 2010, künftig für Irland, dem Geburtsland ihrer Eltern, zu starten. Zunächst konzentrierte sie sich auf Scratchrennen auf der Bahn. Da Scratch jedoch keine olympische Disziplin mehr ist, bestritt sie fortan Rennen im Keirin. Damit wechselte sie von einer Ausdauer- zu einer Kurzzeitdisziplin. Sie trainiert in Melbourne, ihr Trainer ist der ehemalige Radsportler und australische Straßenmeister John Beasley. Nur im Sommer trainiert sie gemeinsam mit der irischen Nationalmannschaft.
Zwei Jahre lang tourte McCurley zu Bahnrennen der Kategorie 1 in Europa, Australien und Asien, um Punkte für die Olympiaqualifikation zu sammeln. Dabei überstand sie mehrere Stürze, wurde 2015 bei einer Trainingsfahrt von einem Auto angefahren und hatte eine Blinddarmoperation.
2016 qualifizierte sich McCurley als erste irische Bahnradsportlerin für Olympische Spiele. Im Keirin belegte sie Platz 21. Bei den UEC-Bahn-Europameisterschaften 2019 errang sie die Silbermedaille im Scratch. 2021 startete sie mit Emily Kay bei den Olympischen Spielen in Tokio im Zweier-Mannschaftsfahren, aber die beiden Fahrerinnen konnten das Rennen nicht beenden.
Im Mai 2022 startete sie beim Škoda Titan Desert Morocco über 600 Kilometer.

## Erfolge
2011
- U23-Europameisterschaft – Scratch

2015
- South East Asian GP – Keirin
- South East Asian GP – Sprint

2019
- Europameisterschaft – Scratch